# Индийски гръбопер
Индийски гръбопер (Chitala chitala) е вид лъчеперка от семейство Notopteridae. Видът е почти застрашен от изчезване.

## Разпространение
Разпространен е в Бангладеш, Индия (Асам, Бихар, Западна Бенгалия, Манипур, Трипура, Утар Прадеш и Утаракханд), Непал и Пакистан.